# Malin Head
Malin Head (en irlandais : Cionn Mhálanna) est le lieu le plus septentrional de l'État d'Irlande et de l'île homonyme, situé à l'extrémité de la péninsule d'Inishowen dans le comté de Donegal. Bien que situé dans l'État d'Irlande, il est encore plus au nord que l'Irlande du Nord, rattachée au Royaume-Uni.
Le nom du point précis le plus au nord est Banba's Crown (« couronne de Banba »), du nom d'une reine celtique.

## Toponymie
Le lieu est connu en anglais sous le nom de Malin Head et en irlandais sous le nom de Cionn Mhálanna. Ceann ou cionn en irlandais et head ou headland en anglais signifient « promontoire » ou « cap », ;  tandis qu'on ne connaît pas l'origine de la racine étymologique Málainn,  même s'il semble qu'elle se réfère à quelque chose de haut.
Le nom du point précis le plus au nord, Banba's Crown (littéralement : « couronne de Banba »), est un hommage à Banba, reine mythologique irlandaise.

## Situation
Malin Head est situé à l'extrémité de la péninsule d'Inishowen dans le comté de Donegal. Il s'agit du lieu le plus septentrional de l'État d'Irlande et de l'île homonyme. Bien que situé dans l'État d'Irlande, il est encore plus au nord que l'Irlande du Nord, rattachée au Royaume-Uni.

## Histoire
Une tour de guet connue localement comme « the Tower » a été construite au niveau de Banba's Crown par l'amirauté britannique en 1805, pendant les guerres napoléoniennes. Vers 1902, un poste de signalisation est également construit sur Banba's Crown, tout près de l'ancienne tour de guet napoléonienne. Ces deux bâtiments sont encore conservés. 
Pendant la Seconde Guerre mondiale, le gouvernement irlandais autorise le gouvernement britannique à installer deux récepteurs radio sur Malin Head. Cette opération secrète a été mentionnée dans le rapport Cranborne. Ces récepteurs radio étaient utilisés pour surveiller les U-Boot et l'activité aérienne dans l'océan Atlantique nord.
Après la guerre, Malin Head est devenu une station météorologique.

## Infrastructures
Malin Head abrite une station météorologique, automatique depuis 2010 et une station de transmissions Navtex.

## Tourisme
Très peu de touristes se rendent à Malin Head. La première raison est la position extrême du lieu très loin au nord qui ne fait pas partie des circuits touristiques.
De plus, malgré la présence d'une auberge de jeunesse, il existe très peu d'infrastructures touristiques.

## Cinéma
Malin Head a accueilli le tournage de Star Wars, épisode VIII : Les Derniers Jedi.